# Erath
Erath is een plaats (town) in de Amerikaanse staat Louisiana, en valt bestuurlijk gezien onder Vermilion Parish.

## Geschiedenis
De plaats werd in 1899 gesticht en genoemd naar August Erath, een Zwitsers immigrant, brouwer en burgemeester van New Iberia.

## Demografie
Bij de volkstelling in 2000 werd het aantal inwoners vastgesteld op 2187.
In 2006 is het aantal inwoners door het United States Census Bureau geschat op 2207, een stijging van 20 (0,9%).

## Economie
De plaats is een belangrijk knooppunt, Henry Hub, voor aardgasstromen binnen de Verenigde Staten. Diverse pijplijnen voeren gas aan vanuit de productiegebieden, waaronder Texas en Louisiana, in het zuiden en andere voeren dit gas af naar de belangrijkste consumptiegebieden, zoals de Amerikaanse oostkust. Het vergelijkbare punt voor aardolie ligt in Cushing in de staat Oklahoma.

## Geografie
Volgens het United States Census Bureau beslaat de plaats een oppervlakte van
3,9 km², geheel bestaande uit land.

## Plaatsen in de nabije omgeving
De onderstaande figuur toont nabijgelegen plaatsen in een straal van 24 km rond Erath.

## Geboren
- D.L. Menard (1932-2017), muzikant

## Trivia
- Het eerste seizoen van de televisieserie True Detective speelt zich af rond Erath.